# 永野雄大 (フェンシング選手)
永野 雄大（ながの ゆうだい、1998年10月15日 - ）は、日本のフェンシング選手。茨城県水戸市出身、練馬区在住。NEXUS FENCING CLUB所属。

## 経歴
父親は元フェンシング選手である永野義秀。茨城県水戸市立第三中学校、帝京高等学校を経て、2021年に中央大学法学部を卒業した。
中央大学3年在学時の2019年11月3日、第72回全日本フェンシング選手権大会男子フルーレ個人戦で初優勝した。
2021年8月1日、東京2020オリンピック男子フルーレ団体3位決定戦で、アメリカに31 - 45で敗れ4位入賞となった。
2021年11月6日、第74回全日本フェンシング選手権大会男子フルーレ個人戦で優勝した（2回目）。
2022年12月9日、2022高円宮杯フェンシング・ワールドカップ東京大会で、男子フルーレの個人戦で3位（銅メダル）となった。永野にとって、これがワールドカップ初のメダル獲得となった。
2024年5月19日、2024年パリオリンピック代表・男子フルーレ（リザーブ）に選出されたことが発表された。
2024年8月4日、2024年パリオリンピック男子フルーレ団体決勝が行われ、日本（松山恭助、飯村一輝、敷根崇裕、永野雄大）はイタリアに45 - 36で勝利し、金メダルを獲得した。
2024年9月、練馬区民栄誉賞を受賞。11月、紫綬褒章受章。

## 試合結果
2019年、第72回全日本フェンシング選手権大会男子フルーレ個人　優勝
2021年、東京2020オリンピック男子フルーレ団体 4位入賞
2021年、第74回全日本フェンシング選手権大会男子フルーレ個人 優勝
2022年、高円宮杯フェンシング・ワールドカップ東京大会男子フルーレ個人 3位